# La marcia del disonore
La marcia del disonore (Rogue's March) è un film statunitense del 1953 diretto da Allan Davis.

## Trama
Londra, epoca vittoriana. Al Ministero della Guerra, il capitano Lonbridge si occupa di delicati incarichi. Egli sta per partire per l'India ma, mentre sta per imbarcarsi con i soldati del suo reggimento, viene bloccato da un mandato di cattura per un'accusa di alto tradimento. Due documenti compromettenti sono stati ritrovati nella sua cartella, ma in realtà un suo sottoposto, Herbert Bielensen, che è una spia al servizio della Russia, li ha nascosti per scagionare sé stesso. Il capitano viene degradato ed espulso dall'esercito, ma riesce a fuggire e decide di arruolarsi come soldato semplice in un altro reggimento che sta per partire per l'India.
Usando il falso nome di Harry Simms, il capitano compie una serie di atti di valore e aiuta un tenente a dirigere un'azione di comando assicurandogli la vittoria sui ribelli. Insieme ad altri commilitoni, viene fatto prigioniero un agente russo che, sotto interrogatorio, conferma la colpevolezza di Bielensen scagionando il capitano. Riabilitato e reintegrato, Lonbridge potrà riabbracciare e sposare la fidanzata Jane, che era sempre rimasta fermamente convinta della sua innocenza.

## Produzione
Il film fu prodotto dalla MGM sulla scia del grande successo di Kim, basato sul romanzo di Kipling e interpretato da Errol Flynn. Lo sceneggiatore Leon Gordon si era messo al lavoro subito dopo Kim e aveva ideato questa storia, che avrebbe dovuto contenere diverse sequenze da realizzare al Passo Khyber. Come protagonisti erano stati scelti Stewart Granger e Patricia Neal. Per motivi di budget, si ripiegò su riprese già girate in India nel 1935 da Geoffrey Barkas e che avrebbero dovuto far parte di un film che non fu mai terminato.
Per la regia, la Metro scritturò Allan Davis, un celebre regista teatrale, ma che diresse questo solo film per il cinema. Tutti i suoi lavori successivi furono per il teatro o per la televisione.

## Accoglienza
La Marcia del disonore non ebbe un esito commerciale soddisfacente. I soli incassi degli Stati Uniti non coprirono i costi di realizzazione, costi che vennero a malapena compensati con la distribuzione negli altri Paesi.